# Frantz Ulfeldt
Frantz rigsgreve Ulfeldt (født 30. oktober 1601 på Ulfeldtsholm, død 14. juli 1636 i Hersfeld i Hessen) var en dansk officer i tysk kejserlig tjeneste. Han var broder til rigshofmester Corfits Ulfeldt og til Laurids Ulfeldt.
Efter ligesom sine brødre at have nydt en omhyggelig opdragelse trådte han 1625 ind i hertug Bernhard af Sachsen-Weimars rytterregiment som ritmester, avancerede året efter til oberstvagtmester og deltog under hertugen i det ulykkelige Slag ved Lutter am Barenberg og i markgreve Georg Frederik af Baden-Durlachs mislykkede landgang i Holsten. Da den danske konge i 1628 sendte et hjælpekorps under Henrik Holck til det af de kejserlige belejrede Stralsund, tjente Ulfeldt vistnok som volontør under Holck, og da denne i 1629, efter Fredsslutningen i Lybek, trådte over i kejserlig tjeneste og kapitulerede med Wallenstein om et fodregiment, modtog Ulfeldt en oberstløjtnantsplads i dette og knyttede fra nu af sin skæbne til Holck. Fra 1630–32 førte han det Holckske Regiment fra valplads til valplads og deltog med dette i Slaget ved Lutzen, men blev den 12. december 1632 udnævnt til kejserlig oberst og købte et bøhmisk kyrasserregiment, som han førte under plyndringstoget i Voigtland i 1633. Den 2. september samme år døde hans ven og beskytter Henrik Holck. Det intime forhold, hvori Ulfeldt havde stået til denne "Wallensteins Faktotum", havde imidlertid vakt mistillid til ham ved hoffet i Wien, hvor spændingen mellem kejseren og hans mægtige feltherre voksede fra dag til dag. Da buen i februar 1634 var spændt til det yderste, stod Ulfeldt imellem Passau og Linz midt i en ildesindet befolkning, og hofpartiet, der frygtede for, at han skulle slutte sig til Albrecht von Wallenstein, dersom denne erklærede sig for de svenske, tilstillede Wallenstein ordre til, at Ulfeldts og nogle andre upålidelige regimenter skulle støde til kurfyrsten af Bayerns armé. Wallenstein var imidlertid ikke blot den kejserlige ordre overhørig, men hans fortrolige, feltmarskal Illo, sendte samme dag, Wallenstein tiltrådte sin skæbnesvangre march til Eger, et ilbud til Ulfeldt for at underrette ham om, at fyrsten ville kaste sig i armene på svenskerne, og at det alt var kommet til et sammenstød med de kejserlige tropper. Dersom Ulfeldt var afskåret fra Eger, kunne han gå op ad Donau, hvor svenskerne ikke ville lægge ham hindringer i vejen. Kunne han rejse befolkningen i landskabet og sikre sig de derstående regimenter, var det så meget desto bedre. Samtidig oversendtes der ham en bestalling som generalfeltmarskal. Til lykke for Ulfeldt var han dog så strengt bevogtet af de kejserligt sindede, at han ikke vovede at røre sig, og da Wallenstein få dage efter snigmyrdedes i Eger af sine egne officerer, fornægtede Ulfeldt sin herre og mester. Denne skiften standpunkt kom allerede til orde i et brev, han den 11. marts 1634 skrev til Christian IV, idet han i dette – den ældste opbevarede efterretning om mordnatten i Eger – stemplede fyrsten og sine tidligere meningsfæller som mensvorne og rebeller. Han undgik dog ikke ligesom flere andre Wallensteinske officerer at blive indviklet i den forræderiproces, der anlagdes mod de vigtigste af fyrstens tilhængere, men Ulfeldts navn forsvinder tidlig af procesakterne, det være sig nu, at hans landsherre har indgrebet til fordel for ham, eller at han har været mindre kompromitteret.
Han døde ugift. Hans lig førtes til Danmark og jordfæstedes i Kværndrup Kirke på Fyn. Han blev i 1635 ophøjet i rigsgrevestand og ejede foruden Orebygård på Lolland friherreskaberne Hermanitz og Gradlitz i det nordlige Bøhmen, som broderen Corfitz arvede efter ham.